# Eslida
Eslida es un municipio perteneciente a la provincia de Castellón en la Comunidad Valenciana, España. situado en la comarca de Plana Baja.

## Geografía
Se encuentra ubicado en el centro la Sierra de Espadán, en las cercanías del pico Espadán con 1.042 metros de altura.
El pueblo se halla adosado al monte del Castillo situado al pie del Puntal del Aljibe.
La Sierra de Eslida, ramificación con nombre propio de la Sierra de Espadán, está conformada por un arco de 180° en dirección E-O con alturas que se aproximan a los 800 m (La Costera, Plana, la cadena de montañas desde Cocons hasta el Puntal de Artana, pasando por las Masías y la Solana de la Mina), organigrama de montes y barrancos que vierten sus aguas en el río Anna, que atraviesa el paisaje de oeste a este. 
Su fascinante orografía, cuenta con frondosos bosques de pinos y alcornoques, está representada por los picos La Costera, Tarraguán, Puntal del Aljibe, Fonillet, La Batalla, Cocons, Maset, Solana la Mina.
Se accede a esta localidad desde Castellón de la Plana a través de la CV-100, tomando luego la CV-10 y finalmente la CV-223.

### Localidades limítrofes
Ahín, Alcudia de Veo, Artana, Alfondeguilla, y Chóvar todas ellas en la provincia de Castellón

## Historia

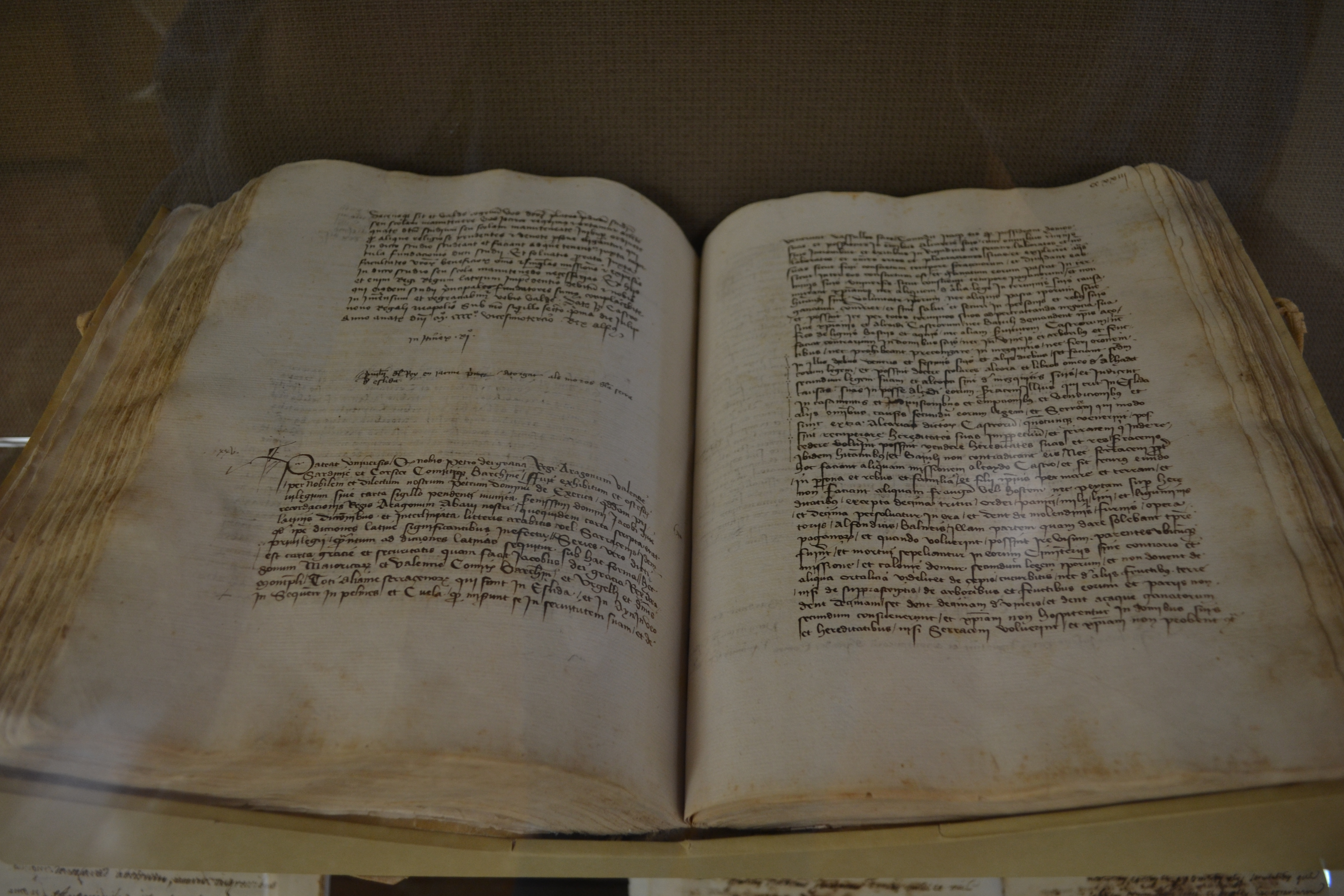
Carta de seguridad y poblamiento de Jaime I a los musulmanes de la sierra de Eslida y lugares de Aín, Veo, Senguer, Palmes y Sueras.

Las primeras noticias de pobladores del valle de Eslida las encontramos en los restos de ofrendas funerarias halladas en la Cueva de l'Oret y pertenecer a la Edad de bronce.
De origen musulmán, el trazado de sus calles lo revela claramente, tuvo en esa época una gran actividad llegando a contar con una escuela coránica.
Fue conquistada por el rey Jaime I quien, en 1242, otorgó la primera carta puebla. En 1255 es donada a Teresa Gil de Vidaure y posteriormente perteneció a los duques de Medinaceli.
Tras la Reconquista, Jaime I respetó la autonomía de los moriscos que habitaban estas tierras, y aunque formaba parte de la hijuela de Vall de Uxó, el cadí residía en Eslida. El castillo de Eslida se unió a la revuelta de Al-Azraq de 1247. El 19 de septiembre de 1256 tuvo lugar la batalla de la Sierra Espadán.
Durante la guerra de las Germanías, como quiera que los moriscos tomaron el partido de los nobles se les obligó a bautizarse para incrementar con ellos el número de las fuerzas de los agermanados.
Eslida participó activamente durante la sublevación morisca de la Sierra de Espadán de 1526.
En 1609, la expulsión de los moriscos causó su total despoblamiento. En 1612 se otorgó una nueva Carta Puebla por la que se repobló la Baronía de Eslida, que en 1633 pasa a manos de la Casa de Medinaceli, que construyó un horno, un hostal y varias almaceras en enfiteusis, dando nuevo esplendor a la villa. Algunos de estos edificios todavía se conocen como La Casa del Duc, y la calle del Porxet. En 1910 alcanza el máximo de su población con 1.522 habitantes.

## Administración
| Periodo   | Nombre                       | Partido             |
| --------- | ---------------------------- | ------------------- |
| 1979-1983 | Modesto Jaime Galindo        | UCD                 |
| 1983-1987 | José Manuel Pitarch Sorribes | AP                  |
| 1987-1991 | José Víctor Masip Miravet    | PSPV-PSOE           |
| 1991-1995 | José Víctor Masip Miravet    | PSPV-PSOE           |
| 1995-1999 | José Víctor Masip Miravet    | PSPV-PSOE           |
| 1999-2003 | Mª Carmen Miravet Sorribes   | PP                  |
| 2003-2007 | Carlos Miravet Batlle        | PSPV-PSOE           |
| 2007-2011 | Rafael Sorribes Gómez        | PP-UV               |
| 2011-2015 | Rafael Sorribes Gómez        | PP                  |
| 2015-2019 | Rafael Sorribes Gómez        | PP                  |
| 2019-2023 | Lucía Doñate Sorribes        | PSPV-PSOE-Compromís |
| 2023-act. | Lucía Doñate Sorribes        | PSPV-PSOE           |

## Demografía
Eslida cuenta con una población de 785 habitantes (INE 2024).
| Gráfica de evolución demográfica de Eslida entre 1842 y 2021                                                        |
| |
| Población de derecho según los censos de población del INE Población de hecho según los censos de población del INE |

| 1990 | 1992 | 1994 | 1996 | 1998 | 2000 | 2002 | 2004 | 2005 | 2007 | 2012 | 2019 |
| ---- | ---- | ---- | ---- | ---- | ---- | ---- | ---- | ---- | ---- | ---- | ---- |
| 848  | 842  | 823  | 775  | 766  | 769  | 767  | 828  | 861  | 892  | 900  | 759  |

## Economía
A lo largo del siglo XVIII crece la producción de aceite, la morera y otros productos tradicionales. También se explotan las minas de cinabrio de la Solana la Mina.

## Monumentos
- Castillo de Eslida. Corona la imagen del pueblo, en lo alto de un risco. Hoy sólo quedan las ruinas. Construcción de planta poligonal irregular con una Torre del Homenaje de planta triangular (posiblemente ésta y el Castillo de la Muela de Novelda son los únicos ejemplares de torres musulmanas de Planta Triangular existentes en toda la Comunidad Valenciana).

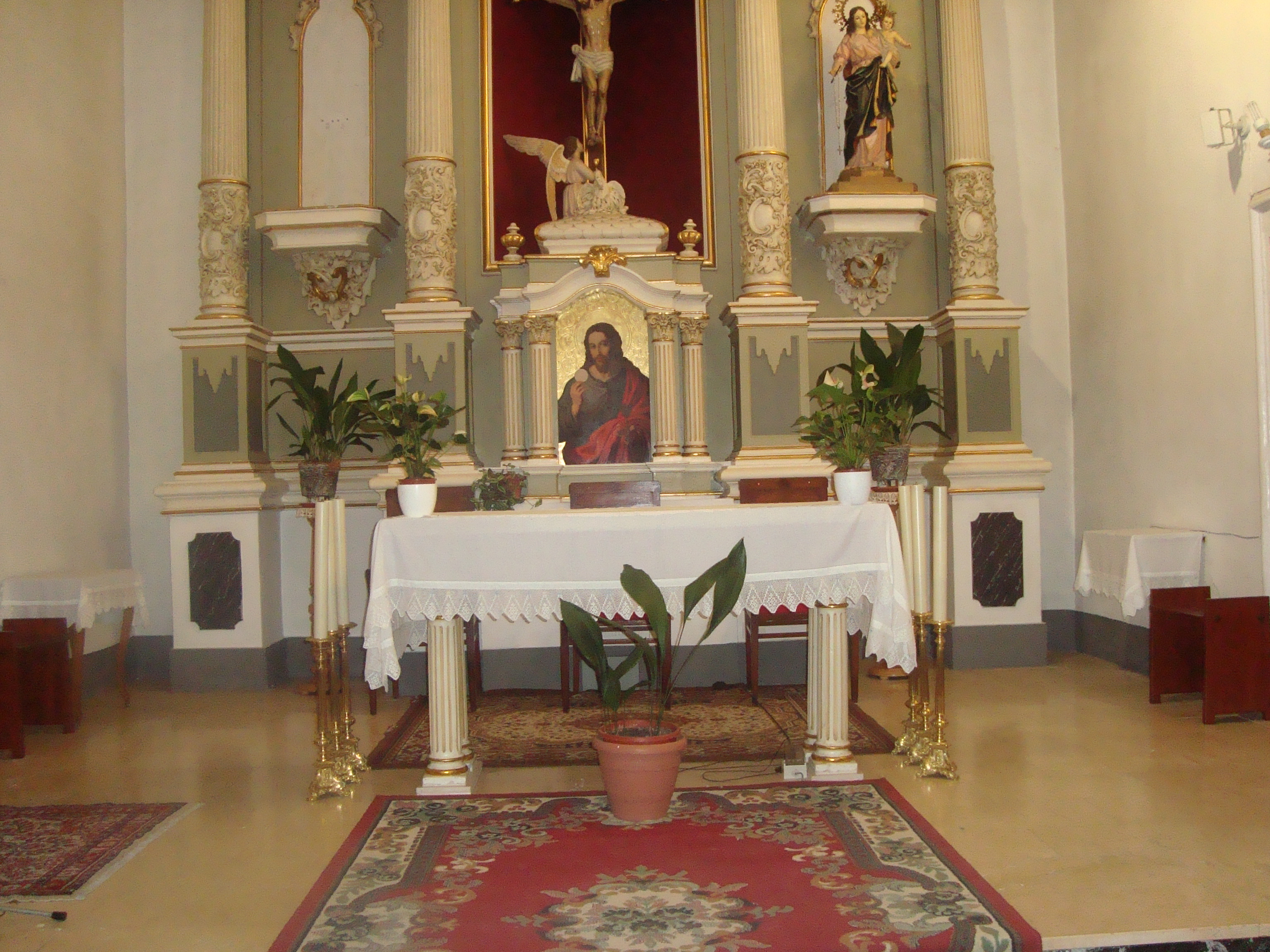
Altar de la Iglesia de El Salvador (Eslida).

- Altar de la Iglesia de El Salvador (Eslida).Iglesia de El salvador, del siglo XVII.
- Acueducto de la Rambla. Acueducto sobre el río Anna, con varios arcos de medio punto.
- Calvario. Ermita dedicada al Stmo. Cristo del mismo nombre, construida a principios del siglo XVIII y, adosado a ella, un aljibe donde se custodia un retablo cerámico de la Virgen de la Cueva Santa.

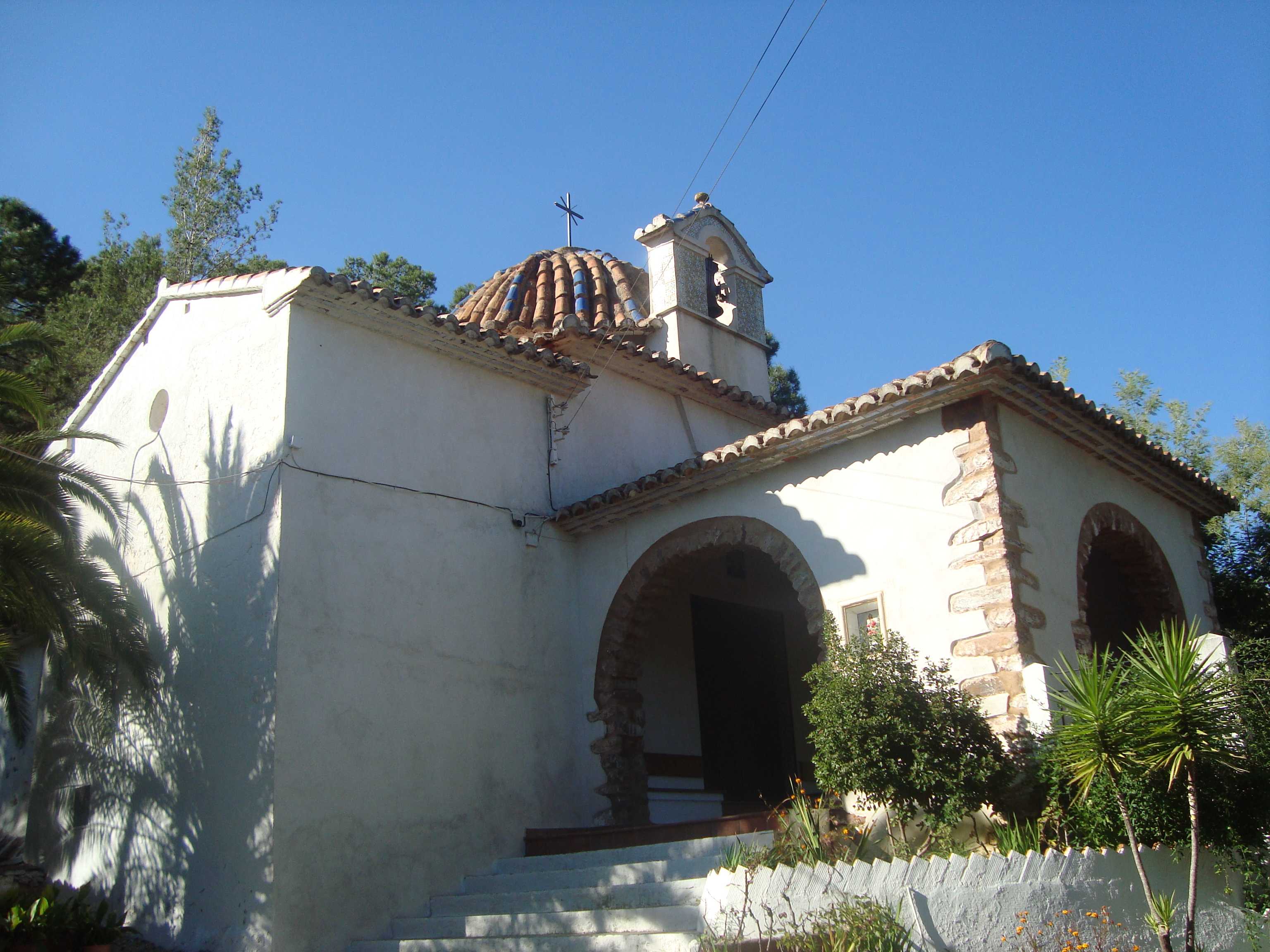
Ermita del Cristo del Calvario de Eslida.

## Lugares de interés
- El Moli d'aire. Restos de un antiguo molino de cereales.

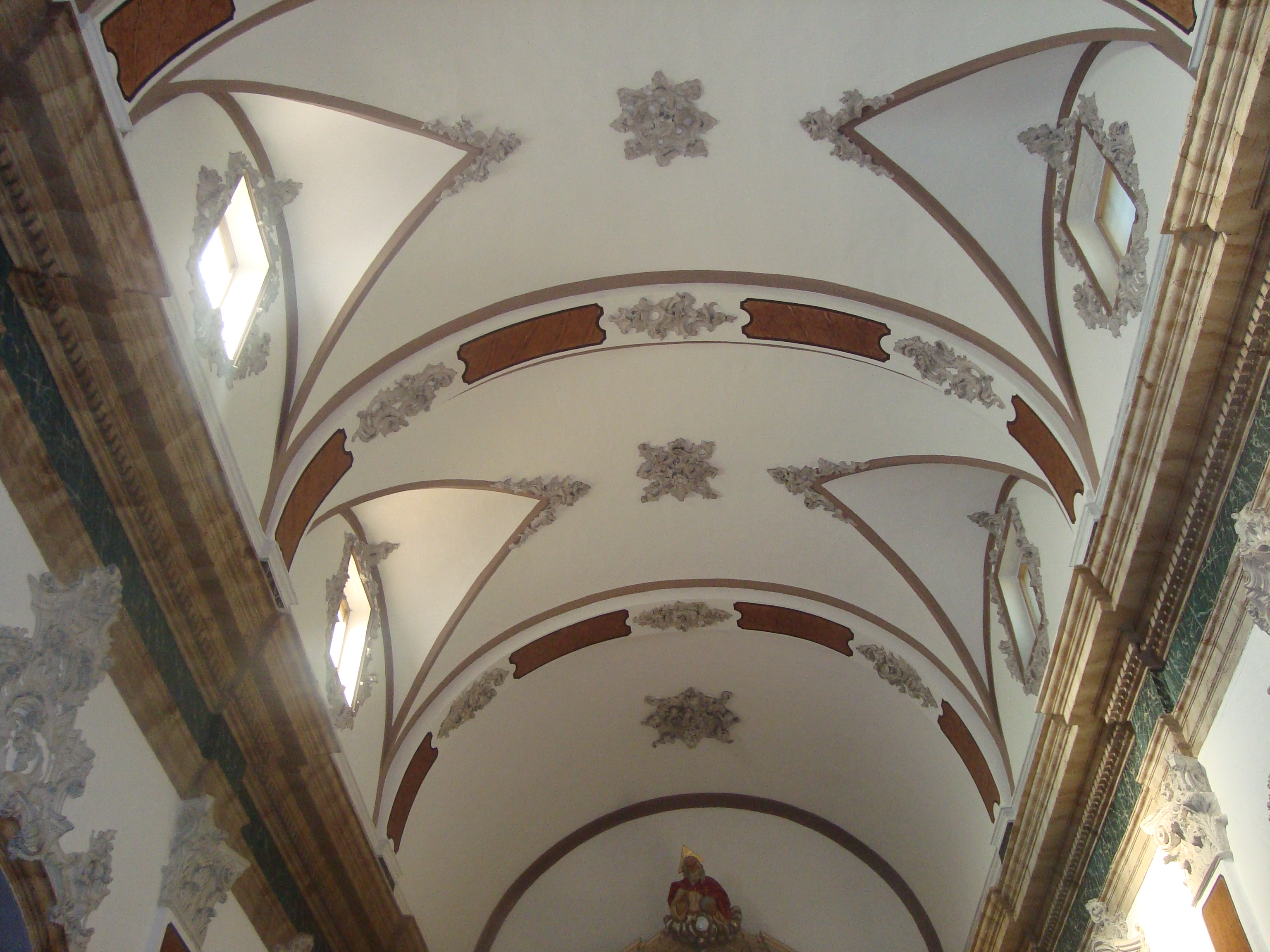
Bóveda de la iglesia de El Salvador de Eslida (Castellón).

- Bóveda de la iglesia de El Salvador de Eslida (Castellón).Els Corrals. Antiguas alquerías o aldeas, situadas frente a la población, al otro lado del río.

En el término existen fuentes de aguas minero-medicinales que salpican los montes de Eslida. Destacan: Fosques, Matilde, Castro, Fonillet, San José, sin olvidar El Barranc, el Rei,.. (Como dato importante subrayar que la fuente de Fonillet es el único manantial de agua potable de toda la Comunidad Valenciana).
También hay muchas cuevas como las de: L'Oret, La Ferrera, Fonillet y Matilde meten sus laberínticos tentáculos en el interior de la Sierra.

## Fiestas
- Fiestas de San Antonio. Se celebra el fin de semana más próximo al 17 de enero. La festividad consiste en un desfile en procesión, una hoguera que ruedan las personas y caballos para después dirigirse a la calle San Antonio donde el cura bendice los rollos de San Antonio (una especie de panquemao sin azúcar) que luego se reparten entre los asistentes, ya sean personas o animales.
- Fiestas de la Juventud. Múltiples actos festivos y populares durante las dos últimas semanas de julio.
- Fiestas patronales. En honor del Stmo. Cristo del Calvario. Se celebra la última semana de agosto.
- Muestra de Productos de Eslida. Se celebra el domingo más próximo al 15 de agosto.
- San León. Patrón de Eslida.
- San Vicente. Se celebra el lunes siguiente a San León.

## Gastronomía

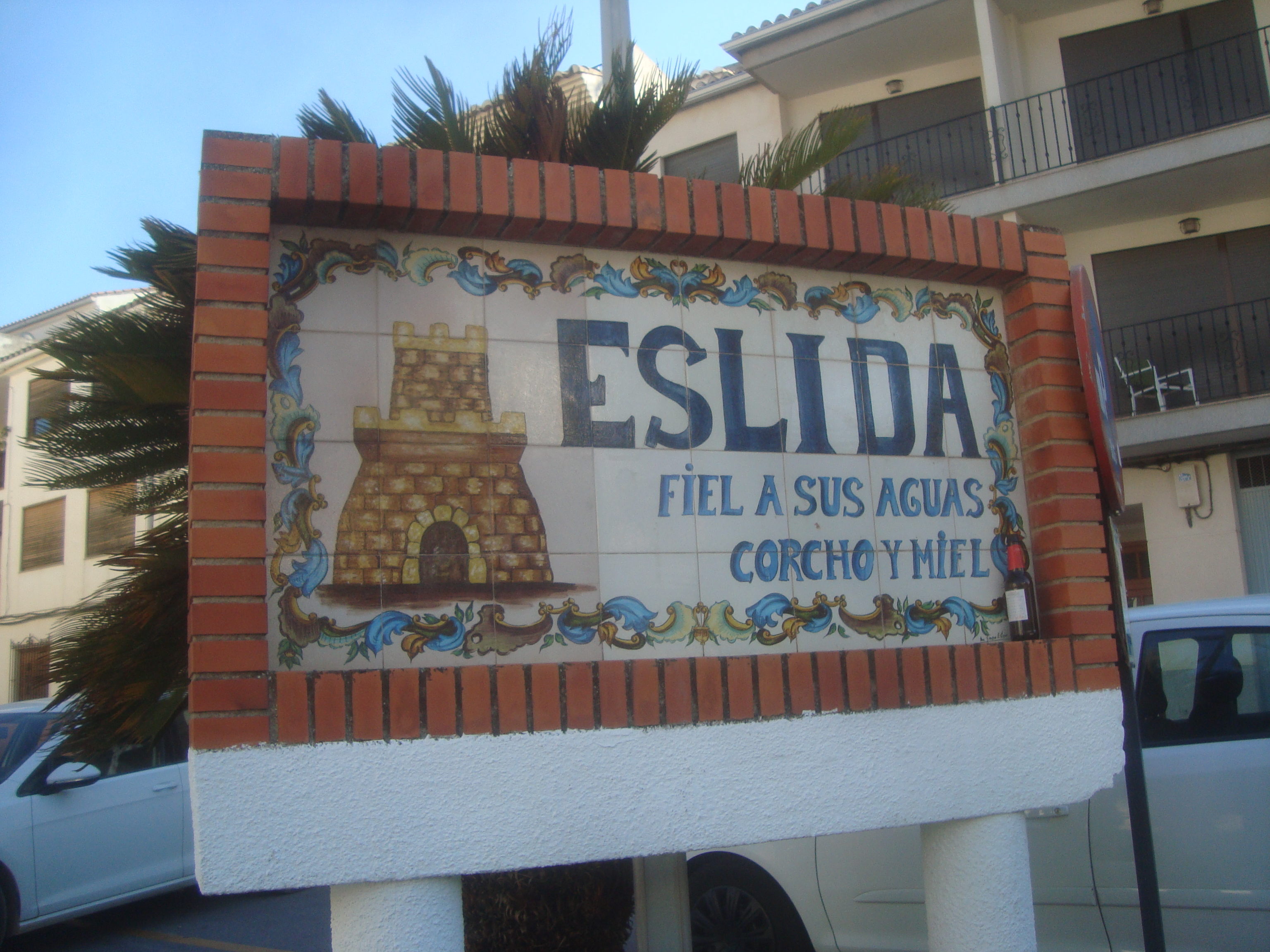
Eslogan mural de Eslida.

Los platos típicos de la localidad son la "olla de pueblo" con múltiple variabilidad según las diferentes épocas del año, el "arroz caldoso" o la paella de montaña, además de su variada repostería: les orelletes amb mel, buñuelos de maíz, la coca escudellà, coca malfeta, cristines, rotllets, rosegons, pastissos etc..
La mostra de Artesanía y Agroecología de la Serra de Espadà que tiene lugar en Eslida cada mes de agosto se ha consolidado como un espacio rico y diverso en el que descubrir y disfrutar la amplia oferta de productos locales de la provincia y variedades tradicionales de frutas y hortalizas de las comarcas castellonenses. Unas jornadas en las que compartir y ayudar a impulsar las iniciativas que contribuyen a mantener el territorio vivo y sano.